# Melodie MC
Melodie MC ist der Künstlername des schwedischen Musikers und Rappers Kent Lövgren (* 26. Juli 1970 in Sundsvall).

## Leben und Karriere
Lövgren produzierte bereits während der Schulzeit mit seinem Mitschüler Erik Svensson (Stattik) erste Stücke. Seine Debütsingle Take Me Away erschien 1992, das Debütalbum Northland Wonderland folgte im kommenden Jahr. 
Melodie MCs größter Hit war die 1993 veröffentlichte Single Dum Da Dum. Sie wurde ein internationaler Erfolg und erreichte unter anderem auch die Top 5 in den Niederlanden und in Australien. 

## Diskografie

### Alben
- 1993: Northland Wonderland
- 1995: The Return
- 1997: The Ultimate Experience (feat. Jocelyn Brown)

### Singles und EPs
- 1992: Take Me Away
- 1992: Feel Your Body Movin'
- 1993: Dum Da Dum
- 1993: I Wanna Dance
- 1993: Free
- 1993: Up North (feat. Pandora)
- 1994: Give It Up! (For the Melodie)
- 1994: We're down with the Dragons (feat. Modest)
- 1995: Anyone out There
- 1995: Climb Any Mountain
- 1995: Bomba Deng
- 1996: Living in the Jungle / Vibe
- 1997: Real Man (feat. Jocelyn Brown)
- 1997: Embrace the Power (feat. Jocelyn Brown)
- 1997: Fake / Give Me Back Your Love (feat. Jocelyn Brown)
- 1999: Jump to the Beat (feat. Jennifer Newberry)
- 2009: Dum Da Dum 2009